# Джонсон, Тони (гребец)
Филип Энтони «Тони» Джонсон (англ. Philip Anthony "Tony" Johnson; род. 16 ноября 1940, Вашингтон) — американский гребец, выступавший за сборную США по академической гребле в 1960-х годах. Серебряный призёр летних Олимпийских игр в Мехико, чемпион Панамериканских игр, двукратный чемпион Европы, победитель и призёр многих регат национального значения. Также известен как тренер по гребле.

## Биография
Тони Джонсон родился 16 ноября 1940 года в Вашингтоне, США.
Заниматься академической греблей начал в старшей школе Washington-Lee High School под руководством тренера Чарли Батта. Продолжал тренироваться в Сиракузском университете, состоял в местной гребной команде, неоднократно принимал участие в различных студенческих регатах. Позже проходил подготовку в клубе «Потомак» в Вашингтоне.
Впервые заявил о себе в гребле в 1963 году, выиграв чемпионат США в зачёте распашных безрульных двоек.
В 1964 году вошёл в основной состав американской национальной сборной и благодаря череде удачных выступлений удостоился права защищать честь страны на летних Олимпийских играх в Токио. Стартовал в паре с Джеймсом Эдмондсом в программе безрульных двоек, сумел квалифицироваться лишь в утешительный финал B и расположился в итоговом протоколе соревнований на десятой строке.
В 1965 году побывал на чемпионате Европы в Дуйсбурге, откуда привёз награду бронзового достоинства, выигранную в восьмёрках.
Одним из самых успешных сезонов в его спортивной карьере оказался сезон 1967 года, когда в безрульных двойках он в очередной раз выиграл американское национальное первенство, был лучшим на чемпионате Северной Америки, на Панамериканских играх в Виннипеге и на чемпионате Европы в Виши.
Находясь в числе лидеров гребной команды США, благополучно прошёл отбор на Олимпийские игры 1968 года в Мехико. Вместе с напарником Ларри Хафом в программе безрульных двоек пришёл к финишу вторым, уступив только экипажу из Восточной Германии, и тем самым завоевал серебряную олимпийскую медаль.
После Олимпиады в Мехико Джонсон ещё в течение некоторого времени оставался в составе американской национальной сборной и продолжал принимать участие в крупнейших международных регатах. Так, в 1969 году он выступил на европейском первенстве в Клагенфурте, где снова одержал победу в распашных безрульных двойках.
Впоследствии проявил себя на тренерском поприще, занимался подготовкой национальной сборной США по академической гребле, возглавлял гребные команды Джорджтаунского и Йельского университетов.